# Anyám, segíts!
Az Anyám, segíts! (eredeti cím: Call Your Mother) 2021-es amerikai  szitkom, amelyet Kari Lizer alkotott. A főbb szerepekben Kyra Sedgwick, Joey Bragg, Rachel Sennott, Austin Crute, Emma Caymares és Patrick Brammall látható.
Amerikában 2021. január 13-án az ABC, míg Magyarországon 2023. március 25-án az RTL mutatta be.
2021 májusában egy évad után törölték a sorozatot.

## Ismertető
Egyedülálló anya úgy dönt, hogy közel kerül a gyermekeihez, és Waterloo-ból Los Angelesbe költözik, hogy velük lehessen, a gyerekek legnagyobb bánatára.

## Szereplők
| Szereplők      | Színész          | Magyar hang     | Leírás                                                                             |
| -------------- | ---------------- | --------------- | ---------------------------------------------------------------------------------- |
| Jean Raines    | Kyra Sedgwick    | Götz Anna       | Nyugdíjas tanárnő és egyedülálló anya, aki újra bekapcsolódik a gyermekei életébe. |
| Freddie Raines | Joey Bragg       | Penke Bence     | Jean 23 éves fia, videojáték tervező és tesztelő.                                  |
| Jackie Raines  | Rachel Sennott   | Csifó Dorina    | Jean 25 éves lánya és legidősebb gyermeke.                                         |
| Lane           | Austin Crute     | Pálmai Szabolcs | Jackie legjobb meleg barátja és szobatársa.                                        |
| Celia          | Emma Caymares    | Gulás Fanni     | Freddie menyasszonya, aki a közösségi média influencere.                           |
| Danny          | Patrick Brammall | Tóth Roland     | Terapeuta és Jean Airbnb házigazdája.                                              |

## Epizódok
| Sor. | Év. | Cím                                                   | Rendező       | Író                                          | Premier                             |
| ---- | --- | ----------------------------------------------------- | ------------- | -------------------------------------------- | ----------------------------------- |
| 1.   | 1.  | Iowából jöttem (Pilot)                                | Pamela Fryman | Kari Lizer                                   | 2021. január 13. 2023. március 26.  |
| 2.   | 2.  | Ex vagy nem ex? (Distressed Jean)                     | Pamela Fryman | Kari Lizer                                   | 2021. január 20. 2023. április 1.   |
| 3.   | 3.  | Irány a sürgősségi! (Quaran-Jean)                     | Lynda Tarryk  | Annie Levine és Jonathan Emerson             | 2021. január 27. 2023. április 9.   |
| 4.   | 4.  | Új kocsi, új meló, új nő (New Car, New Job, New Jean) | Pamela Fryman | Matt Goldman                                 | 2021. február 3. 2023. április 15.  |
| 5.   | 5.  | A randi guru (Dating Jean)                            | Pamela Fryman | Nicole Sun                                   | 2021. február 10. 2023. április 22. |
| 6.   | 6.  | Családi vacsi (Sunday Dinner)                         | Pamela Fryman | Lauren Tyler                                 | 2021. február 24. 2023. április 29. |
| 7.   | 7.  | Se pénz, se meló (Feelings)                           | Gail Lerner   | Allan Rice                                   | 2021. március 3. 2023. május 1.     |
| 8.   | 8.  | Riválisok (California Jeanin)                         | Kelly Park    | Amy Iglow                                    | 2021. március 24. 2023. május 1.    |
| 9.   | 9.  | Anyariadó (One Bad Mother)                            | Pamela Fryman | Tommy Johnigan                               | 2021. március 31. 2023. május 7.    |
| 10.  | 10. | Irány Vegas! (The Prime of Miss Jean Raines)          | Pamela Fryman | Allyson Philobos                             | 2021. április 14. 2023. május 7.    |
| 11.  | 11. | A várva várt randi (Save the Date)                    | Pamela Fryman | Jessica Charles                              | 2021. április 21. 2023. május 13.   |
| 12.  | 12. | Vetélkedők (The Raines Games)                         | Pamela Fryman | Tommy Johnagin és Nicole Sun                 | 2021. május 12. 2023. május 13.     |
| 13.  | 13. | Botcsinálta nyomozók (Jean There, Done That)          | Pamela Fryman | Annie Levine, Jonathan Emerson és Allan Rice | 2021. május 19. 2023. május 14.     |

## A sorozat készítése
A sorozatot először 2019 szeptemberében rendelte meg bevezető részként az ABC, és ez volt az egyik a sok projekt közül, amelyet Lizer a Sonyval kötött szerződése keretében folytatott. 2020. január 23-án a sorozat a My Village munkacímet kapta. 2020. március 6-án bejelentették, hogy Pamela Fryman fogja rendezni a bevezető részt. 2020. május 21-én az ABC zöld utat adott a sorozatnak, és a Anyám, segíts! címet adták neki.